# Rabo de Higo (manzana)
Rabo de Higo es el nombre de una variedad cultivar de manzano (Malus domestica). Esta manzana está cultivada en la colección de la Estación Experimental Aula Dei (Zaragoza). Esta manzana es una variedad de manzanas antiguas autóctonas de la provincia de La Coruña, actualmente ha descendido su interés comercial donde tenía su principal ámbito de cultivo en Galicia.

## Sinónimos
- "Manzana Rabo de Higo",[5][7][8]
- "Maceira Rabo de Higo".

## Historia
La variedad de manzana 'Rabo de Higo' tiene su origen en la Provincia de La Coruña de la comunidad autónoma de Galicia.
Variedad que ha bajado su interés comercial en la provincia de La Coruña con respecto a periodos anteriores donde tuvo una gran difusión, que ha sido desplazado su cultivo por las nuevas variedades selectas foráneas que se distribuyen por los grandes circuitos de comercialización.

## Características
El manzano de la variedad 'Rabo de Higo' tiene un vigor medio; porte enhiesto, con vegetación muy tupida, hoja pequeña; tubo del cáliz triangular o alargado, y con los estambres situados por debajo de su mitad.
La variedad de manzana 'Rabo de Higo' tiene un fruto de tamaño grande a medio; forma ovoide o cilíndrica, globosa, levemente acostillada, contorno suavemente asimétrico; piel fuerte, poco brillante; con color de fondo amarillo intenso, importancia del sobre color ausente, acusa un punteado denso, visible, ruginoso, entremezclado algunas veces con tachaduras y rayas también ruginosas, y con una sensibilidad al "russeting" (pardeamiento áspero superficial que presentan algunas variedades) medio; pedúnculo corto, fino o bien un poco grueso, leñoso, rojizo, con suave lanosidad y la mayoría de las veces inclinado, anchura de la cavidad peduncular relativamente estrecha, profundidad cavidad pedúncular de poca o marcada profundidad, bordes levemente ondulados y globosos al mismo tiempo, y con una importancia del "russeting" en cavidad peduncular débil; anchura de la cavidad calicina mediana, profundidad de la cavidad calicina poco profunda, lisa o levemente fruncida con los bordes ondulados y a veces rebajados de un lado, y con importancia del "russeting" en cavidad calicina débil; ojo más bien pequeño, ampliamente abierto o con irregularidad; sépalos pequeños, triangulares de puntas agudas y vueltas desde su mitad, de color gris, tomentosos.
Carne de color crema amarillo; textura crujiente; sabor característico, acidulado; corazón bulbiforme, centrado; eje abierto o agrietado; celdas alargadas, grandes, cartilaginosas y rayadas de lanosidad; semillas abundantes, alargadas y de variada forma.
La manzana 'Rabo de Higo' tiene una época de maduración y recolección muy tardía, en invierno, su recolección se lleva a cabo a mediados de diciembre. Se usa como manzana de mesa fresca de mesa. Aguanta conservación en frío hasta cuatro meses.